# Liste des évêques de Davenport
La liste des évêques de Davenport recense les noms des évêques qui se sont succédé sur le siège épiscopal de Davenport dans l'Iowa depuis la création du diocèse homonyme par détachement de celui de celui de Dubuque le 14 juin 1881. 

## Sont évêques
- 14 juin 1881-† 4 juillet 1883 : John McMullen
- 4 juillet 1883- 11 juillet 1884 : siège vacant
- 11 juillet 1884-† 22 décembre 1906 : Henry Cosgrove
- 22 décembre 1906-† 2 décembre 1926 : James Davis (James J. Davis)
- 20 mai 1927-8 septembre 1944 : Henry Rohlman (Henry Patrick Rohlman)
- 16 novembre 1944-20 octobre 1966 : Ralph Hayes (Ralph Léo Hayes)
- 20 octobre 1966-12 novembre 1993 : Gérald O'Keefe (Gérald Francis O'Keefe)
- 12 novembre 1993-12 octobre 2006 : William Franklin (William Edwin Franklin)
- 12 octobre 2006-19 avril 2017 :  : Martin Amos (Martin John Amos)
- 19 avril 2017-26 juillet 2023 : Thomas Zinkula (Thomas Robert Zinkula)
- 26 juillet 2023-25 juin 2024 : siège vacant
- depuis le 25 juin 2024 : Dennis Walsh (Dennis Gerard Walsh)

## Galerie de portraits

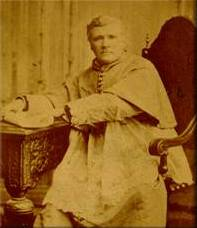
John McMullen (1881-1883)
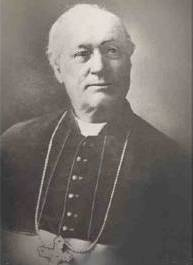
Henry Ier Cosgrove (1884-1906)
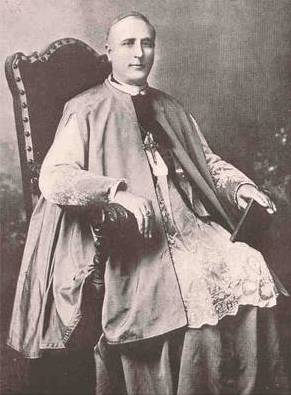
James Davis (1906-1926)
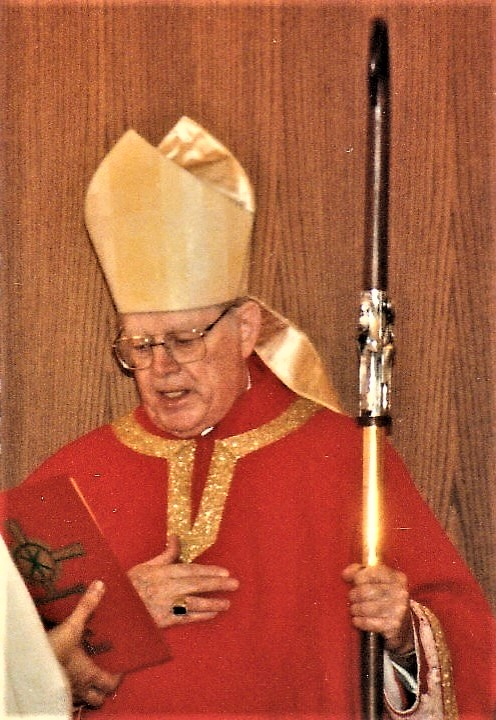
Gérald O'Keefe (1966-1993)

## Sources
- Fiche du diocèse sur catholic-hierarchy.org